# География Новой Каледонии

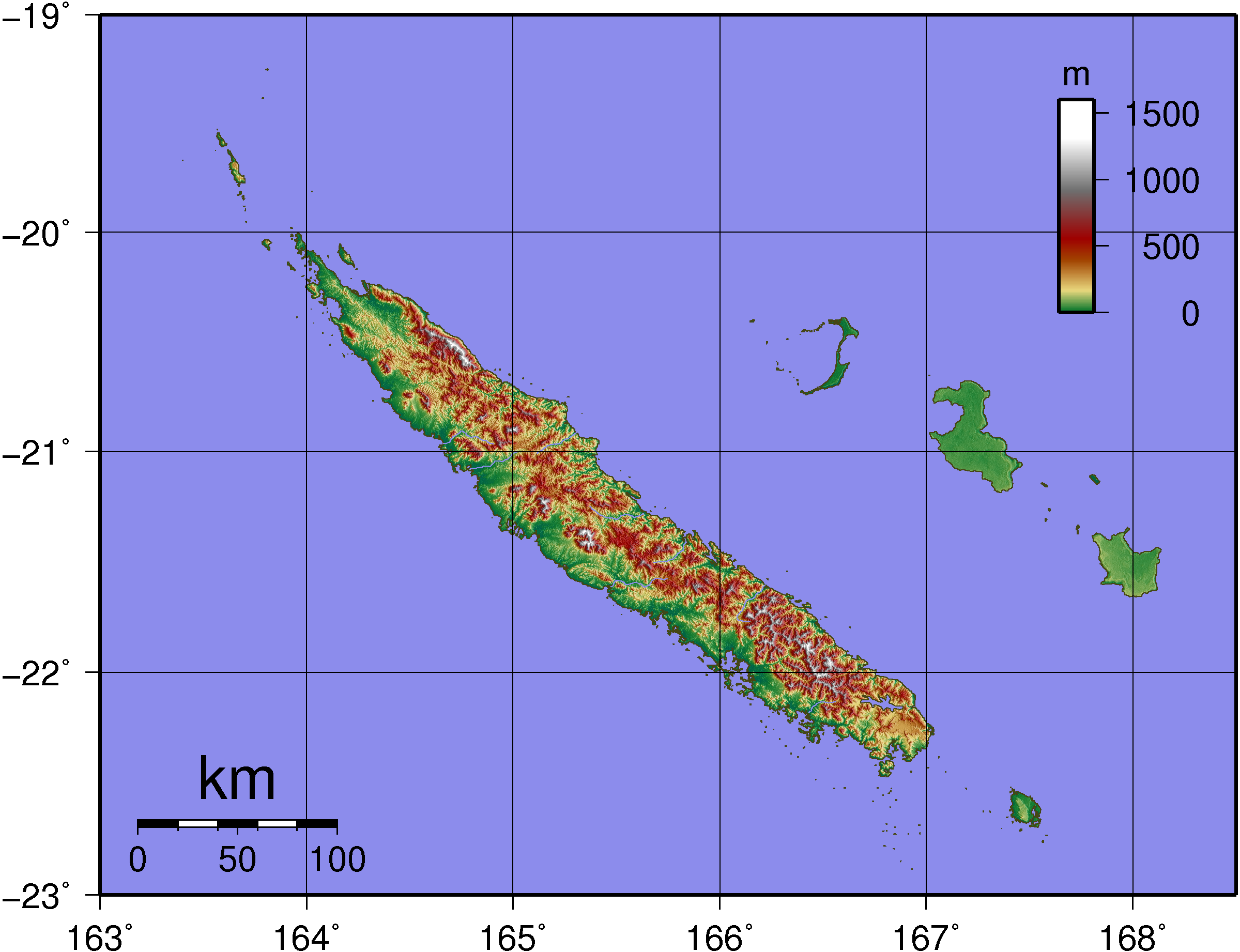
Физическая карта Новой Каледонии

Новая Каледония — территория в Океании, находится в Коралловом море.
Территория является заморским владением Франции с особым статусом. Представляет собой один большой остров с несколькими мелкими островками и скалами.
Большая часть острова Новая Каледония гориста (высшая точка — гора Панье, 1628 м), с северо-запада на юго-восток проходит Центральный хребет. Берега сильно изрезаны и имеют много удобных бухт, доступ к которым затруднён коралловыми рифами. Остров Новая Каледония окружен самой длинной рифовой грядой, сложен в основном офиолитовыми комплексами.
На острове много рек, но они короткие и стекают в Коралловое море (самая длинная — Диао), преобладают плодородные краснозёмные почвы.
Юго-западный берег заметно более пологий, местами порос манграми.

## Климат
Климатические условия довольно благоприятны. Среднегодовая температура — +23-24,5 °C. Это обстоятельство способствовало превращению Новой Каледонии в европейскую переселенческую колонию.

## Флора и фауна
Леса занимают около 15 % территории. Произрастает ряд ценных древесных пород, в том числе различные виды хвойных агатисов и араукарий (на гербе Новой Каледонии изображена Araucaria columnaris).
Животный мир Новой Каледонии сравнительно беден, тем не менее, имеются эндемики. На острове водится очень большое количество гекконов.